# Johann Krieger (componist)
Johann Krieger (soms ook: Kriegher, Krüger, Crüger, Kreiger, Giovanni Kriegher) (Neurenberg, 28 december 1651 – Zittau, 18 juli 1735) was een Duitse componist, kapelmeester en organist. Hij was een zoon van het echtpaar Hanns Krieger (tapijtmaker) en Rosina Baumeister en de jongere broer van Johann Philipp Krieger. De belangrijkste bron van de biografie van deze musici is Johann Mattheson.

## Levensloop

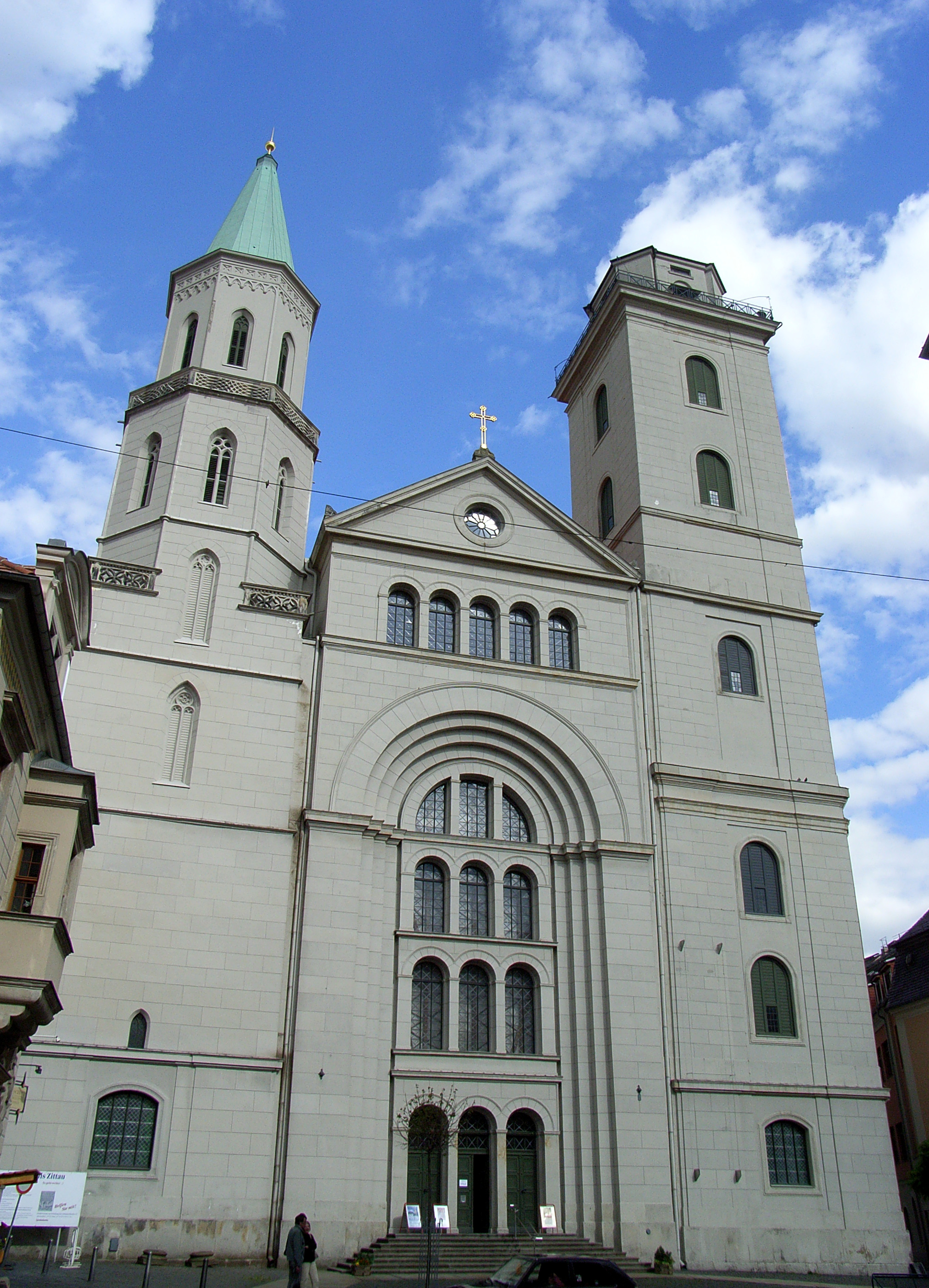
Sint-Johanneskerk in Zittau

Krieger werd muzikaal opgeleid door de organist en koorleider Heinrich Schwemmer (1621-1696), hij was meerdere jaren als sopraan lid van het kerkkoor. Van 1661 tot 1668 kreeg hij klavecimbel- en orgelles bij Georg Caspar Wecker, die ook Johann Pachelbel al opgeleid had. Zijn verdere carrière is eng verbonden met de muzikale successen van zijn oudere broer Johann Philipp Krieger, die hem de meeste vroege aanstellingen adviseerde. Vanaf 1751 studeerde hij in Zeitz bij zijn oudere broer compositie. In 1672 ging hij samen met zijn broer naar Bayreuth, die daar organist en kapelmeester aan het hof werd. Johann volgde zijn broer in 1674 als organist op en bleef in deze functie tot 1677. Vervolgens werkte hij vermoedelijk als hofmusicus wederom in Zeitz, andere bronnen vermoeden een kort verblijf in zijn geboortestad. In ieder geval verhuisde hij in 1677 tot zijn broer in Halle, om in 1678 een aanstelling als kapelmeester aan het hof van Hendrik I. Reuß in Greiz in te nemen. In 1680 werd hij kapelmeester van de hertog Christiaan van Saksen-Eisenberg in Eisenberg. De volgende 53 jaar was hij in Zittau eerst als koorleider en cantor en later als organist aan de Sint Johannes-kerk, waar hij zijn dienst op 5 april 1682 begon.  
Op 18 november 1696 huwde hij met Martha Sophia Förster; samen hadden zij 5 zonen en 4 dochters. In 1699 werd Krieger ook organist aan de Sint Pieter en Paul kerk in Zittau. Zijn zoon Adolph Gottlob (1698-1738) was zijn plaatsvervanger. 
Hij was als componist bekend voor zijn contrapuntische vakbekwaamheid, vooral zijn dubbelfuga's. Zijn Anmuthige Clavierübungen (Gracieuze piano-oefeningen) werden door Georg Friedrich Händel belooft en door hem in Engeland verbreidt. 

## Trivia
In zijn geboortestad Neurenberg is een straat naar hem vernoemd, de Johann Krieger straat.

## Composities

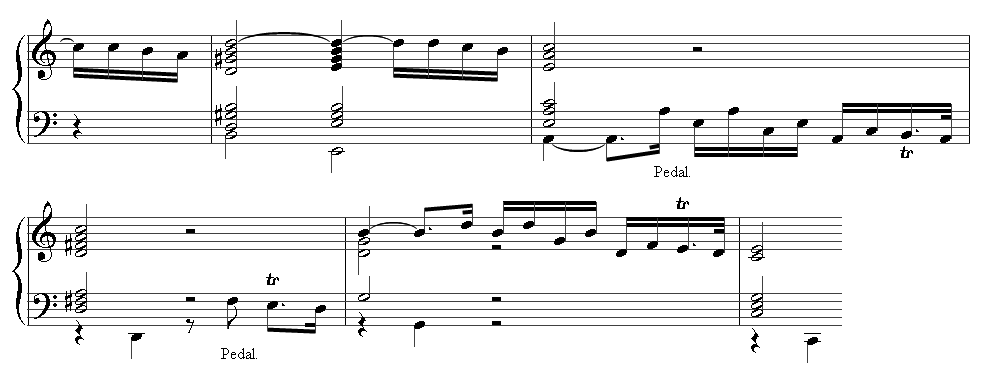
Uittreksel uit Toccata met pedal uit C

### Werken voor harmonieorkest
- Johann Krieger Suite - bewerkt door Arie den Arend

### Muziektheater
- 1682 Jakobs doppelte Heirat (verloren gegaan)
- 1683 Die sicilianische Argenis (verloren gegaan)
- 1683 Der verfolgte David (verloren gegaan)
- 1683 Von der verkehrten Welt - blijspel
- 1684 Nebucadnezar (verloren gegaan)
- 1684 Der politische Quacksalber (verloren gegaan)
- 1684 Der schwedische Regner (verloren gegaan)
- 1684 Die vierte Monarchie (verloren gegaan)
- 1688 Der Amandus-Tag
- 1717 Friedrich der Weise, première: 1717 in Zittau
- 1721 Der vormahlige Zittauische Kirchen Reformation

### Missen en andere kerkmuziek
- 1685 Halleluja, lobet den Herrn in seinem Heiligtum, cantate voor sopraan, alt, tenor, twee gemengde koren en orkest
- 1686 Confitebor tibi Domine, cantate[3]
- 1687 Ach Gott, du bist mein rechtes Licht, a 4 - Leichenmusik für Archidiakonus Zacharias Seligmann, 5. Aug. 1687[4]
- 1687 Dies ist der Tag, den der Herr gemacht, cantate[3]
- 1687 Danket dem Herrn, denn er ist freundlich, cantate voor alt, bas, gemengd koor, strijkers en basso continuo[3]
- 1717 Also hat Gott die Welt geliebet, motet[3]
- 1717 Delectare in Domino, motet
- Beati qui esurient, cantate voor 3 zangstemmen en 2 violen[4]
- Cor meum atque omnia
- Da Israel aus Egypten zog, cantate voor solisten, gemengd koor 2 trompetten, 3 trombones en pauken[4]
- Laudate Dominum omnes gentes, motet[3]
- Rühmet dem Herrn, die ihr ihn fürchtet, cantate[3]
- Fragmenten uit missen

### Vocale muziek
- 1684 Neue musicalische Ergetzligkeiten, verzamelingen van gezangen voor 1 tot 4 stemmen op teksten van Christian Weise
  1. deel I: 30 geestelijke liederen, gedeeltelijk met instrumentale ritornellen
  2. deel II: 34 wereldlijke liederen met versierde melodieën (satirische teksten)
  3. deel III: Aria's (liederen) vanuit de zangspelen

### Kamermuziek
- 1696 Sonata à 5 in a mineur, voor 2 violen (of hobo's/dwarsfluiten), 2 altviolen en violone (of fagot) en basso continuo - vanuit een manuscript van Charles Babel (1696)

### Werken voor orgel
- Fantasie[5]
- Praeludium[5]
- Praeludium[5]
- Praeludium und Ricercar[5]
- Prelude in C[6]
- Preludio, Ricercar, Fuga, Passagaglia[5]
- Suite in D mineur[6]
- Toccata[5]
- Toccata[5]
- Toccata in C

### Werken voor klavier (klavecimbel)
- 1697 Sechs Musicalische Partien, voor klavier 
  1. C Fantasia è Partita
  2. Menuet, Bourée, Gavotte in G ; D♭. Partita
  3. F. Partita
  4. G. Partita
  5. A♯. Partita
  6. B. Partita
- 1699 Anmuthige Clavier-Übung - bestehend in unterschiedlichen Ricercarien, Præludien, Fugen, einer Ciacona und einer auf das Pedal gerichteten Toccata